# Société littéraire de Liège

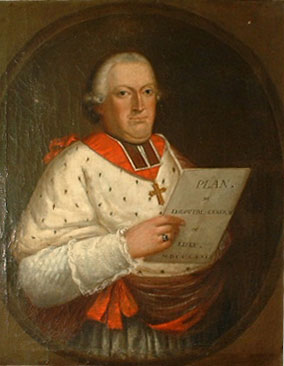
Francois-Charles de Velbruck fondatore della Société littéraire de Liège

La Société littéraire de Liège è un cabinet de lecture (sala di lettura o circolo letterario) fondato il 5 aprile 1779 su iniziativa del principe vescovo illuminato Velbruck.

## Edificio

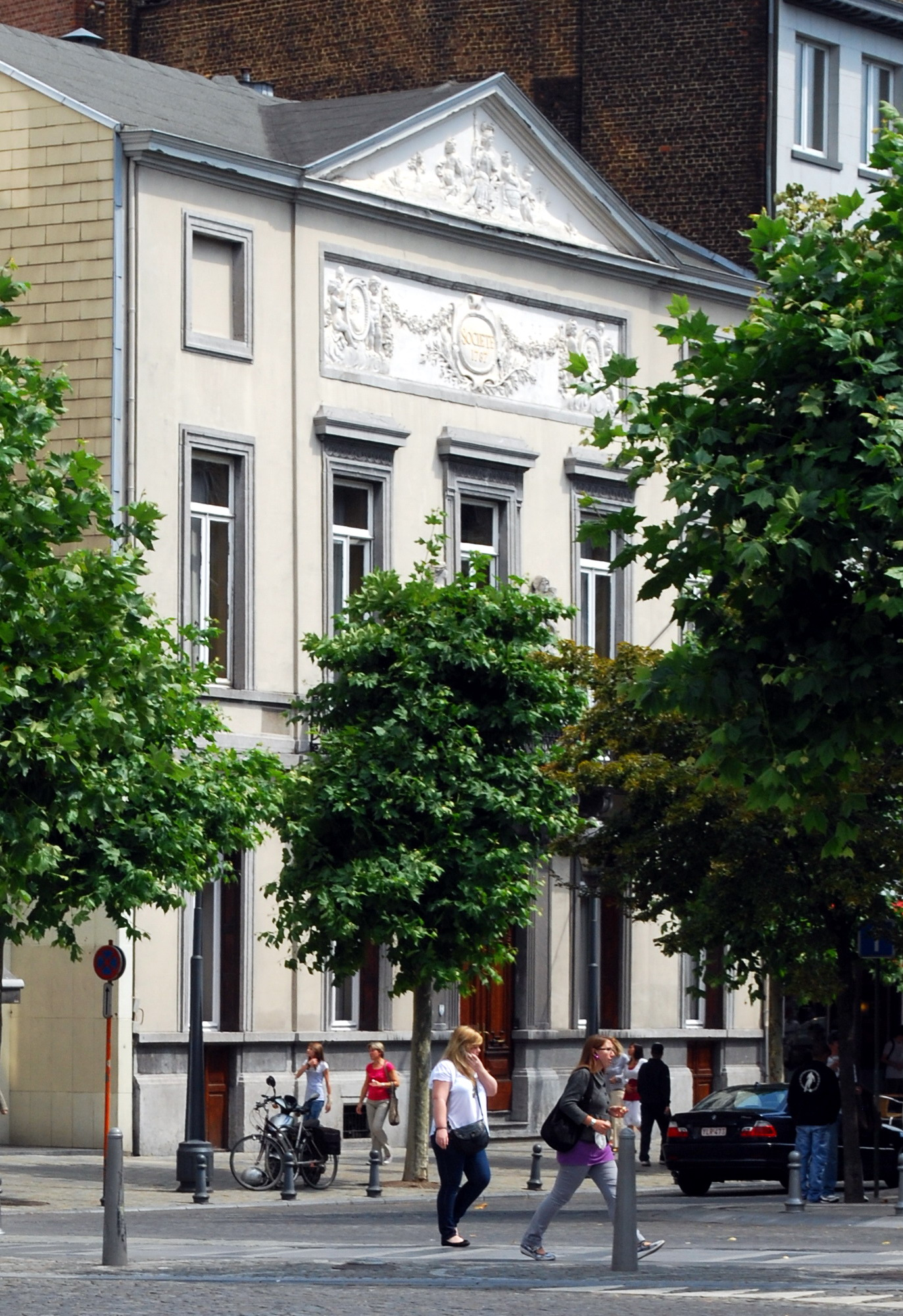
Edificio della Société sito in place de la République française.

Nel 1779, i membri si incontravano in un ristorante di rue Haute-Sauvenière. Un anno dopo la morte di François-Charles de Velbruck, nel 1785, la Société acquistò l'edificio del Hôpital Saint-Mathieu à la Chaîne situato in place de la République française (precedentemente Place aux Chevaux). Lo fece demolire per costruire un edificio stile Luigi XVI progettato dall'architetto Jacques-Barthélemy Renoz. I membri si sistemarono nel loro nuovo edificio alla fine del 1787.
L'edificio venne poi distrutto dalle fiamme nel 1859.
Nel 1974, sfuggì alla distruzione per merito di Jean-Pierre Grafé, all'epoca ministro, che aveva emesso un ordine contro il parere della sua amministrazione.
Nel 2012, a seguito di lavori durati una quindicina d'anni, l'edificio venne completamente rinnovato e riportato all'aspetto che aveva nel 1859.

## Obiettivo
Questa società letteraria come le altre fiorite in Europa come il Cabinet littéraire de Verviers (1775), la Société littéraire de Huy, la Société royale littéraire de Hasselt, la Société d'émulation (1784) di Maastricht, l'Aachener Casino Club di Aquisgrana, la Société littéraire de Gand, la Société de littérature de Bruxelles (alla quale succedette la Société des douze), e infine il cabinet Vieusseux avevano lo scopo di fornire ai loro membri, in uno spirito di convivialità e di buon tono, giornali e libri che parlavano di attualità.
La Société littéraire de Liège continua oggi la sua attività e offre attività culturali e incontri ai suoi membri e mantiene relazioni di reciprocità con il Cercle Gaulois di Bruxelles.

## Pubblicazioni della Société littéraire de Liège
La Société littéraire de Liège pubblica un bollettino trimestrale per i suoi membri, intitolato Lettre de la Littéraire.